# Svävare

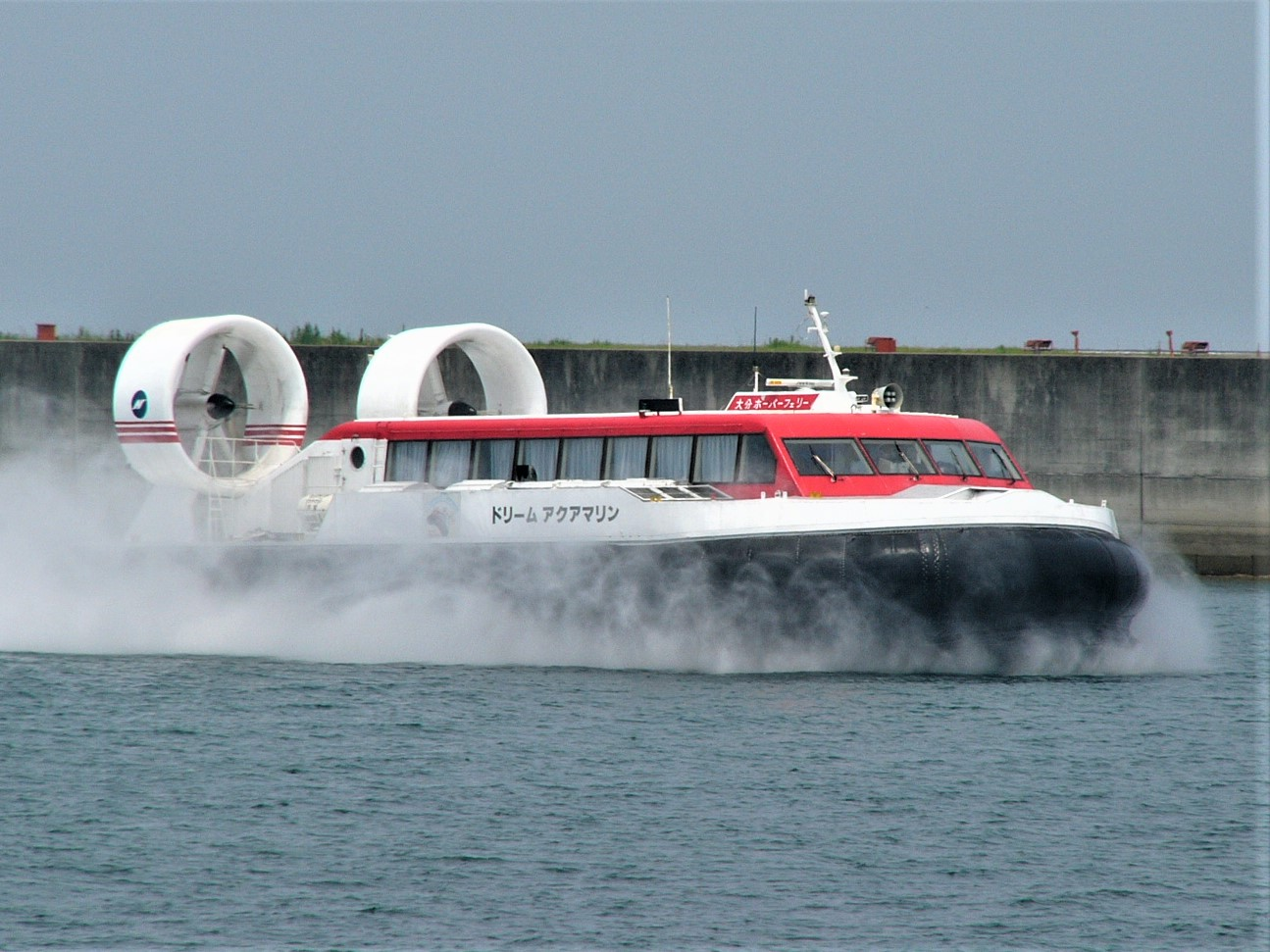
Svävare i aktion.

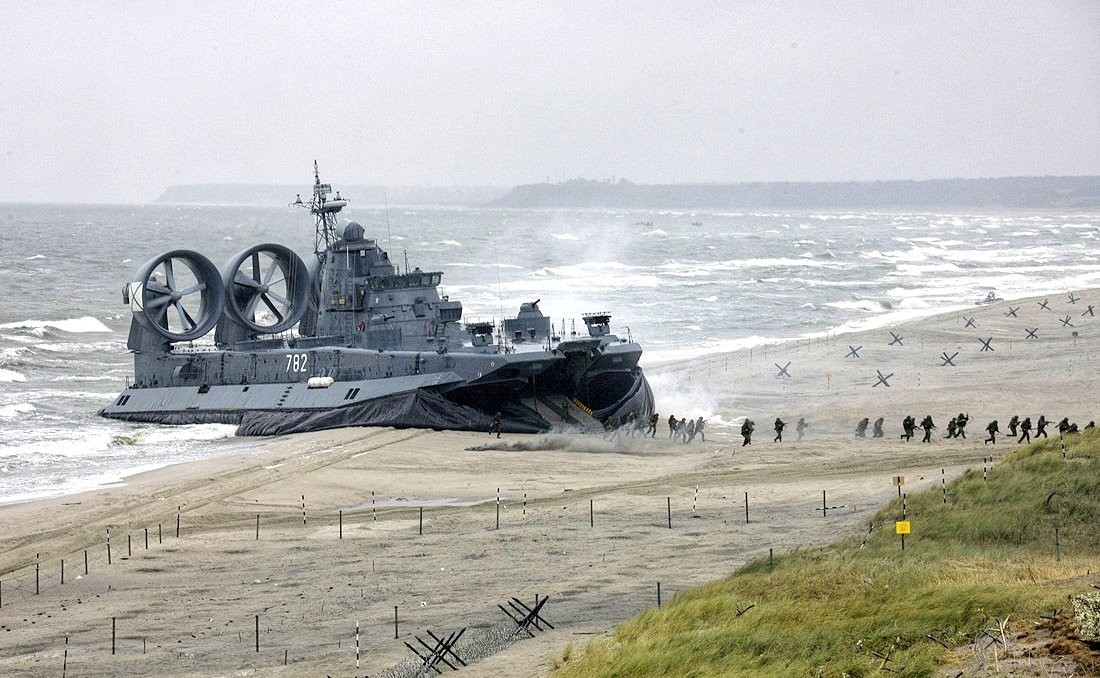
Den sovjetiska militära svävaren Mordovia, av Zubr-klass, under landstigningsövning 1999

En svävare, svävarfarkost eller luftkuddefarkost är en typ av markeffektfarkost, vilken framdrivs av luftens strömningar. En svävarfarkost svävar fritt från underlaget genom att ett övertryck bildar en luftkudde under farkostens botten. Svävare körs normalt på öppet vatten eller is, men kan köra på de flesta plana ytor, som stränder, då de inte har kontakt med ytan. Svävare för navigationsljus som andra fartyg, med tillägg av med gult sken runtomlysande snabblixt.
Nackdelen med svävare är ljudnivån och att man inte kan köra i för höga vågor. 
Svävaren är också en utmärkt förbindelsefarkost och en utmärkt räddningsfarkost under menförestid, när isar är så svaga att de varken bär eller brister. Sjöräddningssällskapet har omkring 18 öppna och täckta Ivanoff Hovercraft svävare, med plats för tre respektive sex personer inklusive pilot, utplacerade på sjöräddningsstationer i Sverige.

## Bakgrund
Den första designen av en farkost som kan betecknas som en svävare gjordes 1716 av Emanuel Swedenborg. Den modellen som han designade skulle drivas av människors kraft, och den byggdes aldrig i praktiken; modellen hade inte fått tillräckligt med lyftkraft. Det krävs cirka 5 hästkrafter att lyfta 300 kg med dagens teknologi. Den första farkosten med markeffekt byggdes av österrikaren Dagobert Müller 1915. Den konstruerades för att fungera som en snabbgående torpedbåt. Den testades i Adriatiska havet men kom aldrig att användas i strid och projektet lades ned.
År 1929 började Andrew Kucher på Ford att experimentera med sitt Levapad-koncept. Konceptet byggde här på att luft skulle sugas igenom ett hål i farkostens mitt. Den krävde en jämn yta för att fungera och var tänkt att användas i fabriker och lager där golven var tillräckligt jämna. 1931 kom Toivo J. Kaario med en version med luftkudde. I Sovjetunionen utvecklade Vladimir Levkov olika prototyper men andra världskriget stoppade utvecklingsarbetet.

### Christopher Cockerells hovercraft

1. Propellrar
2. Luftström
3. Turbin
4. Flexibel så kallad kjol

Den första svävaren som kom att få praktisk användning är den som under 1950-talet utvecklades av Christopher Cockerell - ofta omnämnd under det engelska namnet hovercraft. Den typ  som Cockerell uppfann 1956 blev den första som kom att användas kommersiellt. Idén till hovercraft hade Cockerell fått när han studerade hur luft blåstes genom två konservburkar och skapade en effekt som han kallade momentum curtain. Cockerell byggde flera modeller men lyckades inte intressera den brittiska militären för projektet och projektets hemlingstämpling togs bort och möjliggjorde kommersiell användning och utveckling av hovercraft.
Cockerell övertygade National Research Development Corporation att finansiera utvecklingen av en fullskalig prototyp. 1958 kontrakterades Saunders-Roe att utveckla Saunders-Roe, Nautical 1 - SR.N1 – som blev den första hovercraft. Den kördes för första gången 11 juni 1959 och 25 juli 1959 följde korsandet av Engelska kanalen. Ytterligare förbättringar ledde fram till att svävare blev ett effektivt höghastighetstransportsystem som började användas av militären, räddningstjänsten och för passagerartransporter. 1968 följde starten för Hoverlloyds och Seaspeeds passagerarsvävare SR.N4 med plats för 254 passagerare och 30 fordon.

## Svävarprojekt i Sverige 1957-1982
Ett svävarprojekt skapades i slutet av 50-talet i samarbete mellan Marinstaben, SAAB och Flygtekniska försöksanstalten FFA huvudsakligen drivet av SAABs aerodynamiska specialist för inre luftströmmar civilingenjör Einar Bergström och Olle Ljungström.
Inriktningen på projektet var att man trodde sig kunna förbättra svävartekniken för militärt och civilt bruk: 
- Minskat buller genom enbart inkapslade fläktar
- Minskad bränsleförbrukning genom närmare kontakt med underlaget (man behöver fysiskt inte lyfta farkosten lika högt)
- Förbättrad styrförmåga (som alltid är en svårighet med svävare)

Tre svenska fungerande prototyper togs fram, en av SAAB och två av FFA. Där militären var drivande initialt men redan på 60-talet slutade vara drivande. 
I slutet av 1970-talet diskuterades kollektivtrafik med svävarbussar. Exempelvis fanns långt gångna planer på att införa en svävarlinje mellan Tappström på Mälaröarna och Gamla stan (tunnelbanestation), en tur på 15 minuter. Storstockholms lokaltrafik (SL) beslöt till slut att avstå, formellt med hänvisning till svårigheter att få länsstyrelsens tillstånd för svävartrafik. Det var betydande svårigheter att kommunicera teknik och lagens syfte med ämbetsmän. Svensk  lag för svävare var radikalt restriktivare än i exempelvis Storbritannien, där svävartrafik har varit vanlig.
Efter Einar Bergströms pension från FFA 1982 och SLs beslut drevs projektet inte vidare. 

### SAAB 401

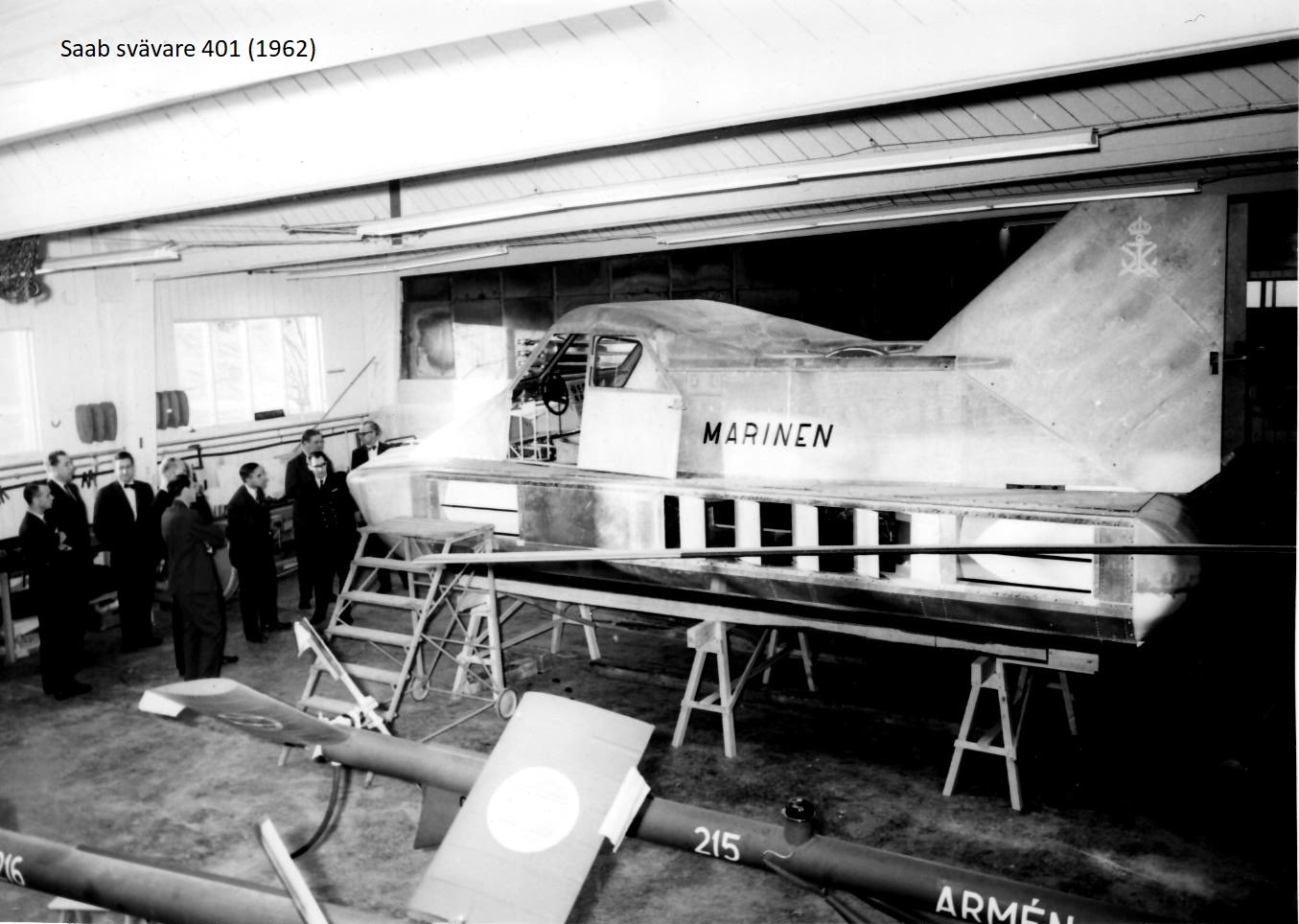
SAAB 401 Svävare ca 1960

Under 1950-talet på Marinförvaltningens beställning inledde SAAB utveckladet av svävaren SAAB 401 . Kärnan i projektet var arbeten i den aerodynamiska avdelningen på SAAB som drevs tekniskt av SAABs civilingenjör Einar Bergström. Bergström hade utvecklat inre strömningslösningarna för SAABs överljudsstridsflygplan på 50-talet, initialt för SAAB J35 Draken. 
Syftet med projektet var att utveckla svävartekniken så man svävar lägre med hårdare svarare-undersida och får mindre luftläckage. SAAB 401 hade därför till skillnad från traditionella svävare en helt hård undersida och inga uppblåsta gummikjolar som annars är kännetecknande för svävare. Därmed skulle man kunna få minskat behov av motoreffekt. Vilket leder till bättre driftekonomi, mindre buller och bättre styrförmåga. 
Initialt saknades därför utanpåliggande framdrivningsmotorer som vanligen svävare är utrustade med för att öka framdrivningen. Det var en central aspekt i genomförande av projektets syften. De utanpåliggande framdrivningsmotorerna orsakar det mesta av bullerproblemen. Utanpåliggande framdrivningsmotorer sågs av projektet som ett misslyckande och nödlösning av det brittiska traditionella svävarprojektet (som även det initialt saknat utanpåliggande fläktar). Bullerproblemen är av militär betydelse men helt nödvändig att lösa för civila tillämpningar i Sverige. 
SAAB 401 nådde aldrig riktigt ända fram, där man aldrig riktigt fick tillräckligt tätt under svävaren, kraften fram läckte bort och hade styrproblem. I slutet av SAAB 401-projektet monterades de två framdrivningsmotorerna med sina träpropellrar. Den ombyggda prototypen kallades SAAB 401B men räddade inte projektet.

### Flygtekniska försöksanstalten Typ 1 och Typ 2

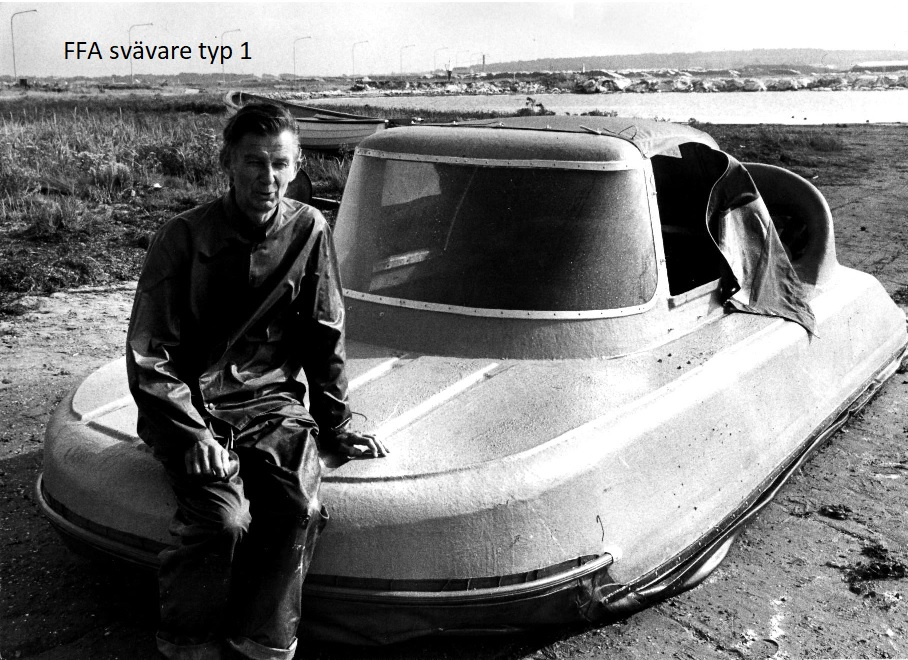
Einar Bergström och FFA typ 1, omkring 1972

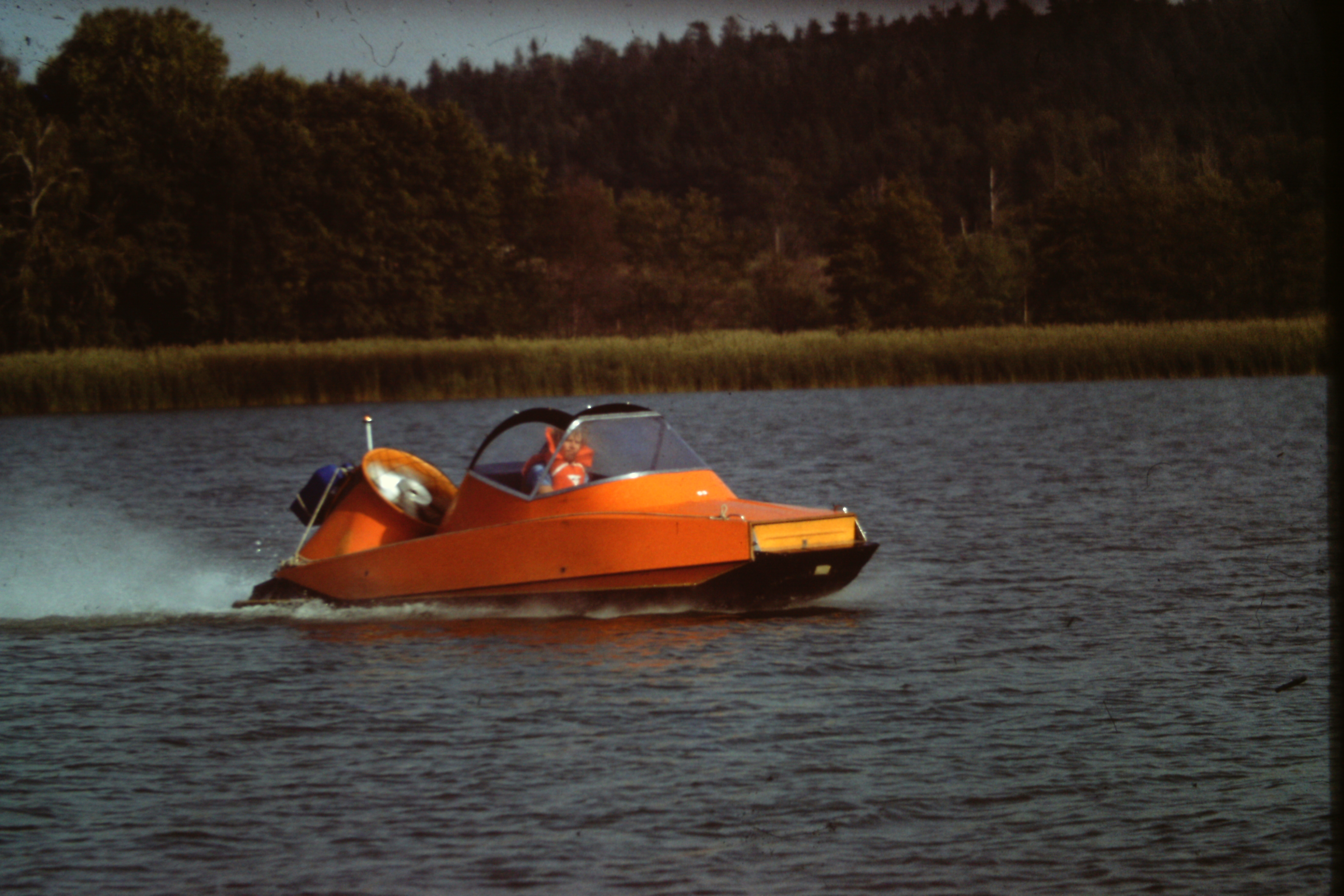
FFA typ 2, omkring 1977

Vid Einar Bergströms övergång till FFA 1963 så var det ganska uppenbart att det krävdes vidareutveckling i grunden av svävartekniken för SAAB 401. 
Vid FFA utvecklades svävarens undersida som kompletterades med mjuka gummikomponenter men i en långt mindre skala än på traditionella svävare. Syftet var att få en tätare konstruktion, bättre styrförmåga och bättre tålighet att passera mindre hinder, ex infrusna grynnor än SAAB 401.
Under tidigt 70-tal tog man på FFA fram prototypen Svävare FFA typ 1 som var en fyrsitsig farkost med en 60hk motor Rotax/Volkswagen Typ 1 och senare i slutet av 70-talet en tvåsitsig Svävare FFA typ 2 med en 20hk Sachs-motor. Båda farkosterna gjorde 60 knop utan problem. Det huvudsakliga arbetet som skilde dem åt var att förbättra styregenskaperna vilket man ansåg sig ha lyckats med. 
I slutet av 70-talet fram till 1982 var en övervägande del av arbetet att söka civila partners (transportoperatörer). Huvudinriktningen var kollektivtrafik, svävarbussar och man nådde inte ända fram.

## Lagstiftning
I Storbritannien likställer lagstiftningen svävare med båtar och därför är det enkelt att använda mindre svävare både privat och i begränsad utsträckning kommersiellt. Vid nyttjande i kommersiellt syfte gäller specifik lagstiftning, till exempel för att få tillstånd för persontrafik.
Användning av svävare i Sverige förutsätter tillstånd av länsstyrelse (utom vad gäller vissa myndigheter). och tillstånd har hittills endast delats ut till ett fåtal företag som kör taxitrafik, en del företag inom turismbranschen samt privatpersoner som bor på öar utan tillgång till reguljär passbåtstrafik.

## Användning
Svävaren är en mångsidigt farkost eftersom den kan framföras på vatten och land, liksom på delvis tillfrusna vatten där båtar endast med svårighet kan ta sig fram. För boende i skärgårdsmiljö är ofta svävare den enda möjligheten att ta sig fram under vintern. När deras mindre båtar kör fast i isen kommer svävaren ändå fram.

### Sverige

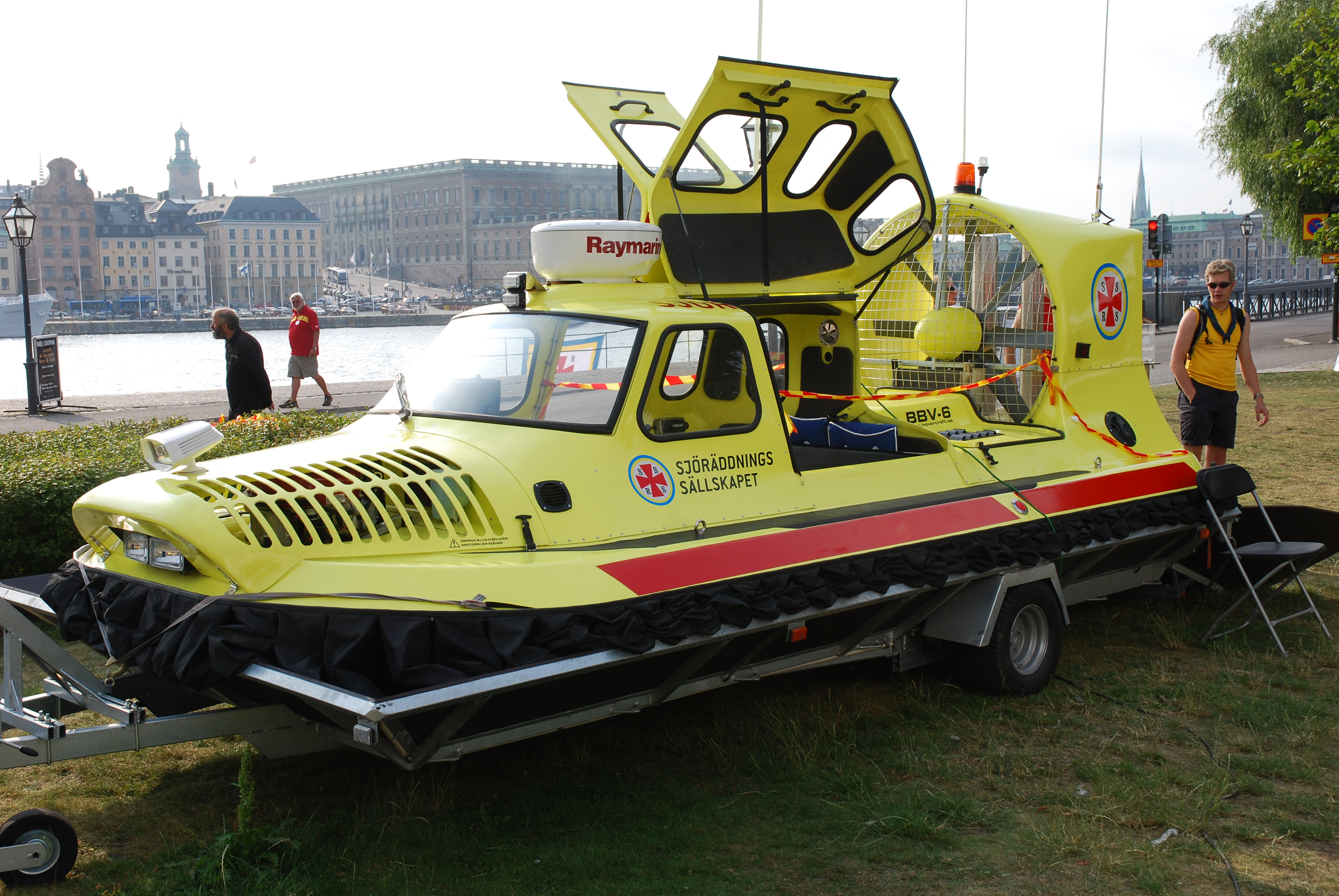
Den svenska sjöräddningssvävaren Rescue Sparbanken Vadstena, en Ivanoff Hovercraft för sex personer, före leverans till Räddningsstation Vadstena-Motala, 2007

Från 1984 till 1994 trafikerade SAS sträckan mellan Malmö och Köpenhamns flygplats Kastrup med tre svävare av typen AP1-88. Resenärer kunde checka in redan i SAS svävarterminal i Malmö. Passagerarna fick åka terminalbuss sista biten till gaten. Svävarna ersattes så småningom med katamaraner och senare av den fasta Öresundsförbindelsen.
Ett fåtal svenska räddningstjänster använder svävare för isräddning. Sjöräddningssällskapet i Sverige har omkring 18 Ivanoff Hovercraft svävare, vilka tagits i bruk sedan senare delen av 00-talet. Sjöräddningssällskapets svävare är stationerade vid både insjöar och i skärgårdar.
Svenska Amfibiekåren använder tre Svävare 2000 svävare.

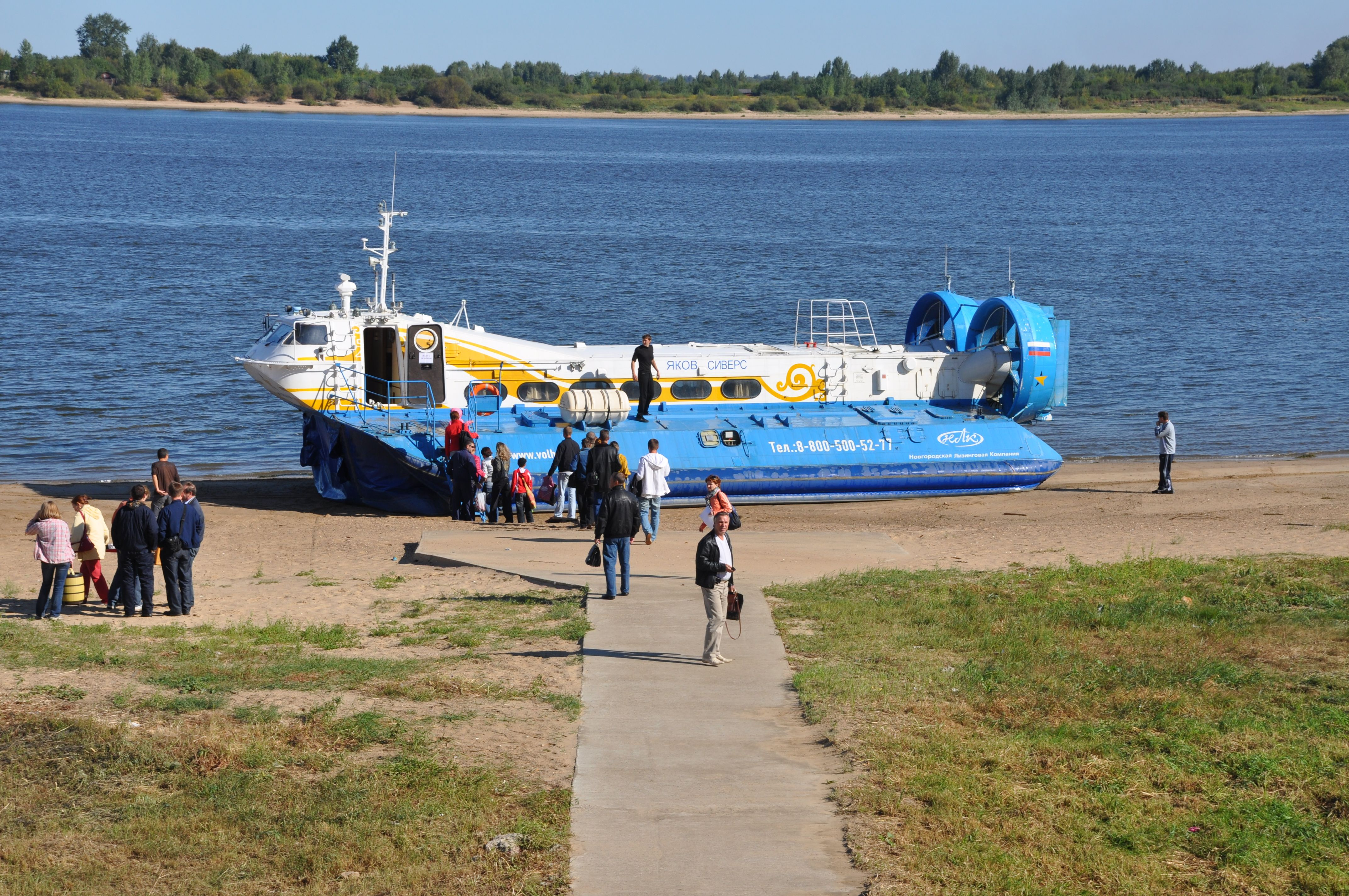
Svävare A48 med passagerare

Kustbevakningen i Sverige har fyra svävare för övervakningsändamål, tre stora och en mindre.
År 2010 införskaffade Vänertjänst, ett företag på Hammarön i Vänern, en av de tre stora svävarna av Kustbevakningen. Den används för transporter från fastlandet till den vindpark som byggts ute i Vänern.